# Бахмач Володимир Степанович
Володи́мир Степа́нович Ба́хмач (нар. 27 листопада 1973 — 17 лютого 2015) — солдат Збройних сил України, учасник російсько-української війни.

## Життєвий шлях
Закінчив Понорівську школу, 1993-го — водійські курси, від 1997 року працював слюсарем, по тому — завідувачем молочнотоварної ферми ТОВ «Понори».
У часі війни з вересня 2014-го — солдат 13-го батальйону «Чернігів-1».
17 лютого 2015-го при виконанні службових обов'язків за 3 км від Луганського підірвався на міні.
Вважався зниклим безвісти. Протягом тривалого часу тіло Володимира не могли ідентифікувати, тому поховали у Дніпропетровську на цвинтарі Воїнської слави як невідомого Героя.
Упізнаний за експертизою ДНК. 27 червня 2015 року перепохований у селі Понори.
Без сина лишилася мама.

## Нагороди та вшанування
- Указом Президента України № 103/2016 від 21 березня 2016 року — орденом «За мужність» III ступеня (посмертно)[1]
- на фасаді Понорівської ЗОШ відкрито меморіальну дошку Володимиру Бахмачу